# Влох, Орест-Степан Григорьевич
Орест-Степан Григорьевич Влох (укр. Орест-Степан Григорович Влох; 2 июля 1934, Винники — 4 мая 2009) — украинский физик и общественно-политический деятель, профессор.
Академик АН ВШ Украины, член Международного союза кристаллографов, Международного общества оптической техники и Украинского физического общества; председатель западного регионального отделения АН Высшей школы Украины.
Отец директора Института физической оптики Ростислава Орестовича Влоха, муж академика Ирины Иосифовны Влох.

## Биография
Родился 2 июля 1934 года в городе Винники в украинской крестьянской семье.
С 1952 года — студент, лаборант, старший лаборант, аспирант, ассистент, доцент, профессор, зав. кафедрой нелинейной оптики Львовского государственного университета им. И. Франко.
С 1992 года и до 2009 года — директор Института физической оптики министерства образования и науки Украины. С 2014 года Институт физической оптики носит имя О. Г. Влоха.

## Политическая деятельность
Член КПСС в 1981—1989 годах. Кандидат в народные депутаты Украины Верховной Рады XIII созыва, выдвинутый ДемПУ 2-й тур — 40,01 % 2-е место из 17-ти претендентов.
Первый председатель Львовского краевого совета НРУ, член Совета коллегии и председатель секции связи с украинской диаспорой Большого совета НРУ; председатель Львовской областной организации, член совета ДемПУ.
4 марта 1990 года избран Народным депутатом Украины 1-го созыва, выдвинутый трудовым коллективом Львовского Государственного Университета. Набрал 53,51 % голосов в первом туре среди 11 претендентов. Входил в Народную Раду; председатель Демократического блока, член фракции Конгресса национально-демократических сил.
Член Комиссий Украины по вопросам Чернобыльской катастрофы и Комиссии по вопросам народного образования и науки.

## Научная деятельность
Мировую известность ученый получил открытием нелинейных параметрических оптических эффектов в кристаллах (явления электрогирации) и ряда новых оптических эффектов. Его научные работы и изобретения посвящены физике твердого тела, оптическому материаловедению, параметрической кристаллооптике, структурным фазовым переходам в сегнетоэлектриках и сегнетоэластиках, кристаллам с несоизмеримо модулированной структурой, оптическим методам записи и передачи информации, поляриметрии, спектроскопии, радиоэкологии, истории физики. Они остались весомым вкладом в отечественную науку, в её утверждении на мировом уровне.
Научная школа профессора Влоха О. Г., насчитывает 8 докторов и около 50 кандидатов наук, формировалась начиная с его исследований электрооптического эффекта в кристаллах, которые были пионерскими в данной отрасли в СССР, а сами результаты этих исследований сразу же внедрены. Профессор Влох О. Г. был инициативным организатором в науке и высшей школе. Во Львовском государственном университете им. Ивана Франко основал кафедру нелинейной оптики, СКТБ «Модулятор», факультет переподготовки кадров. По его инициативе в Львове основан научно-исследовательский Институт физической оптики Министерства образования и науки Украины, который он возглавлял до последних дней. Он был основателем и главным редактором научного журнала «Ukrainian Journal of Physical Optics», членом редакционных советов научных журналов («Функциональные материалы», «Научный Мир»), членом научного совета по физике сегнетоэлектриков и диэлектриков при АН СССР и отраслевого научно-методического совета соответствующего профиля, организатором научных конференций и школ, в том числе международных. Влох О. Г. был действительным членом Международного союза кристаллографов и одним из основателей АН Высшей школы Украины (член Президиума, председатель Западного регионального отделения).
Он вложил свои знания в устранение последствий Чернобыльской трагедии, на выявление причин химико-токсического загрязнения западного региона Украины.
Профессор Влох О. Г. — один из основателей Львовской региональной организации Народного Руха Украины за перестройку и первый председатель этой организации. Под его руководством Львовская организация Руха одержала полную победу на парламентских выборах в Верховную Раду Украинской ССР в 1990 во Львовской области.
Влох О. Г., как один из основателей Руха и Народный депутат Верховной рады Украины I созыва, был организатором многих мероприятий, направленных на поднятие национального сознания украинского народа в период 1988—1991 гг. В своих выступлениях он отстаивал необходимость восстановления исторической, культурной и духовной идентичности украинцев, установления добрососедских межгосударственных отношений.